# 分子生物学
分子生物学（ぶんしせいぶつがく、英: molecular biology）は、生命現象を分子を使って説明（理解）することを目的とする学問である。

## 歴史

### 創成期
分子生物学という名称は1938年ウォーレン・ウィーバーにより提唱された。これは当時、量子力学の確立やX線回折の利用等により物質の分子構造が明らかになりつつあったことから、まだ謎に満ちていた生命現象（中でも遺伝現象）をも物質の言葉で記述したいという希望の表明であった。当時、遺伝の染色体説はすでに確立し、遺伝学はショウジョウバエなどを用いて目覚ましく進歩していたが、生体高分子として知られていたタンパク質と核酸のいずれが遺伝を担っているのかも、遺伝子が具体的に何を決めるのかも不明だった。ドイツを中心とする当時の物理学者たち（アメリカに亡命した人も多い）もこの問題に深い関心をもち、特にマックス・デルブリュックは物理学から遺伝学に転向した。また物理学者から見た生命観を述べたシュレーディンガーの名著『生命とは何か』（1944年）も大きな影響を与えた。
デルブリュックは研究対象をショウジョウバエからバクテリオファージ（細菌に寄生するウイルス）に転換して「ファージグループ」と呼ばれる学派を主宰し、これが分子生物学の創成に大きく寄与した。1940年、ジョージ・ビードルとエドワード・テータム（やはりショウジョウバエからの転向組である）はアカパンカビを用いて、遺伝子とタンパク質の間に一対一の関係があることを示した（一遺伝子一酵素説）。このように単純なモデル生物から始める方法は分子生物学で標準的な研究法となる。1928年、フレデリック・グリフィスは肺炎球菌のR型菌にS型の死菌を与えるだけでS型菌に形質転換できることを示し（グリフィスの実験）、1943年、オズワルド・アベリーらはこの「形質転換の原理」がデオキシリボ核酸（DNA）によることを発見した。また戦後にかけて、ファージに関しても同様にDNAが遺伝物質であることが示された。
そして戦後、イギリスとアメリカのグループがこのDNA分子の構造を明らかにしようと競争した末、1953年にジェームズ・ワトソンとフランシス・クリックが二重らせん構造を発見した。これは相補性により（後にメセルソン-スタールの実験で証明された半保存的複製を通じて）遺伝をも説明する画期的発見であり、これにより分子生物学が本格的に始まった。

### 分子遺伝学の発展
1960年代になるとDNAとタンパク質の情報を仲介する伝令RNA（mRNA）が発見され、さらにDNA情報とタンパク質構造との関係すなわち遺伝暗号が明らかにされた。一方ジャック・モノーとフランソワ・ジャコブは細菌による研究から、調節タンパク質がDNA上の遺伝子に結合しmRNAの転写を調節することを明らかにした（オペロン説）。後に高等生物でもこれに似た転写因子が遺伝子発現調節で主要な働きをしていることが明らかになった。このように遺伝情報はDNA→mRNA→タンパク質というふうに一方向に伝達されることが確定し、この図式はセントラルドグマ（分子生物学の中心教義）と呼ばれるようになった。ただし1970年には逆にRNA→DNAの流れ（逆転写）、つまりセントラルドグマの例外もあることが発見された。こうして遺伝現象の基本的な部分は分子の言葉で記述されるようになった。

### 新技術と新分野の開花
1970年代には高等生物も分子生物学の対象となる。この背景には目覚しい技術的進歩があった。
1970年代半ばまでに各種のDNA修飾酵素が単離され、人工的な遺伝子組換えが可能となった。しかしこれによるバイオハザードの恐れが指摘され、アシロマ会議での議論の結果、科学者は厳格な自主規制のもとで研究を進めることとなった。遺伝子組換え技術は分子生物学をさらに発展させ、またバイオテクノロジーの重要な柱ともなった。この分野での他の画期的な技術には、70年代後半から発展したDNAシークエンシング（サンガー法により、遺伝子配列が容易に「決定できる」ようになった）と、80年代に開発されたポリメラーゼ連鎖反応（PCR）がある。
1970年代から80年代にかけて、がんの研究を直接の目的として動物の遺伝子研究が推進され、多数のがん遺伝子が発見されるとともに、細胞内シグナル伝達経路が明らかにされていった。
全ゲノム解読を目指したゲノム計画では、1990年には既にゲノムプロジェクトが始まり、2000年にはヒトのほぼ全ゲノムが解読された。

## 日本の分子生物学
富澤純一（1989年-1997年国立遺伝学研究所第6代所長）がアメリカから帰国後、アメリカで起こった分子生物学を理解できる研究者を育てるために第一回ファージ講習会を1961年8月金沢大学医学部の実習室を使って10日間開催したことが日本の分子生物学が発展する重要な契機となった。第三回から第七回までのファージ講習会は四国の大阪大学微生物病研究会観音寺研究所で開かれた。このファージ講習会で分子生物学を学んだ研究者が中心となり日本の分子生物学研究の基盤を造った。（朝日選書　渡辺政隆著　DNAの謎に挑む　遺伝子探求の一世紀より）
1978年には渡邊格らを中心として日本分子生物学会が結成された。当初の会員数は600人程度で年会の演題数も160程度であったが、1998年には会員数が1万人を超え、年会の演題数も2千を超えるまでになった。

## 実験手法
- DNAの抽出
- ライブラリーの作成
- クローニング
- 電気泳動
- サザンブロッティング
- ノーザンブロッティング
- ウェスタンブロッティング
- シークエンシング
- PCR (Polymerase Chain Reaction)
- マイクロアレイ
- ChIP
- ChIP on chip
- 定量PCR
- ファーウエスタン
- 免疫沈降（免沈、IP）
- RNAi
- トランスジェニックマウス
- コンディショナルノックアウトマウス